# جی. ویلو ویلسون
جی. ویلو ویلسون (به انگلیسی: G. Willow Wilson)(زاده ۱۹۸۲) نویسنده کمیک آمریکایی، نثر نویس، مقاله نویس و روزنامه نگار آمریکایی.

## آثار
- مسجد پروانه‌ها

ویلو در جریان سفر به مصر و ایران مسلمان می‌شود و کتاب حاضر، شرح مسلمان شدن وی است.

## سفر به ایران
ویلو سفری چندروزه به ایران داشته‌است. وی در این سفر به این نتیجه می‌رسد ایران آن گونه که رسانه‌های غربی بر ضدش تبلیغ می‌کنند، کشوری ناامن و محدود به مذهب نیست